# Větrný mlýn ve Zdoňově
Větrný mlýn ve Zdoňově u Teplic nad Metují je zaniklý mlýn německého typu, který stál severně od obce u silnice k hraničnímu přechodu Zdoňov na česko-polské státní hranici v nadmořské výšce mezi 560 a 600 m n. m.

## Historie
Větrný mlýn je doložen v polovině 19. století. Katastrální oceňovací elaborát z roku 1853 jej uvádí v počtu průmyslových živností s informací, že ve mlýně občas pracuje jeden člověk. V té době se ve mlýně za jeden rok semlelo 200 měřic směsky, 50 měřic pšenice a 150 měřic žita s poznámkou „pouze za příznivých větrných podmínek“.
Dřevěná stavba stála pravděpodobně na pozemku bývalé usedlosti Koubkovy čp. 179 na vrchu za stodolou. Mlýn zanikl a nezůstaly po něm žádné stopy v terénu ani v ústní tradici.